# Vendryně
Vendryně es una localidad del distrito de Frýdek-Místek en la región de Moravia-Silesia, República Checa, con una población estimada a principio del año 2018 de 4473 habitantes. 
Se encuentra ubicada en el extremo este de la región y del país, a poca distancia al este del nacimiento del río Óder, y cerca de la frontera con Polonia, Eslovaquia y la región de Zlín.

## Historia
El asentamiento de Wandrina, un pueblo en la Ducado de Teschen (desde 1327 un feudo de Bohemia), fue mencionada por primera vez cerca de 1305 en el documento Liber fundationis episcopatus Vratislaviensis. La parroquia Vandrzina fue mencionada en un registro del Óbolo de San Pedro de 1447. Desde 1526 en adelante, el área de Silesia era parte de la Monarquía de los Habsburgo de Austria.
Después de la caída del Imperio austrohúngaro y la guerra checoslovaco-polaca de Silesia en 1919 Vendryně por decisión del Consejo de Embajadores en 1920, se concedió a Checoslovaquia.
Como parte de Zaolzie fue anexionado por parte de Polonia en octubre de 1938. Durante la Segunda Guerra Mundial fue anexionada al Tercer Reich.